# Zierker See
Der Zierker See liegt am westlichen Stadtrand von Neustrelitz und südlich des Havelquellgebietes. Nach Süden ist der Zierker See über den Kammerkanal mit dem Woblitzsee der Havel verbunden. Er ist nach dem am See liegenden Ortsteil Zierke benannt. Das Gewässer selbst hat eine Fläche von 3,4 km² und ein Einzugsgebiet von etwa 22,7 km².
Der Zierker See ist Bestandteil der 97 Kilometer langen Bundeswasserstraße Obere Havel-Wasserstraße (OHW), die am Hafen Neustrelitz mit km 94,41 beginnt und zur Wasserstraßenklasse I zählt; zuständig ist das Wasserstraßen- und Schifffahrtsamt Oder-Havel.
Der See ist relativ flach, sehr schlammig und seit Jahren zum Baden ungeeignet. Die ehemals am östlichen Ufer befindliche Badestelle wurde für den Badebetrieb gesperrt, die baulichen Einrichtungen wurden nach 1960 restlos beseitigt. Der See ist etwa 2,6 Kilometer lang und bis zu 1,8 Kilometer breit. Durch das zunächst ungeklärte bzw. später mechanisch geklärte Abwasser, das dem See zugeführt wurde, ist er stark eutrophiert.
Der Bau des Kammerkanals, als künstliche Erweiterung des Gorbaches von 1840 bis 1843 durchgeführt, hatte die Absenkung des Wasserstandes zur Folge, sodass die durchschnittliche Tiefe heute bei 1,6 Metern liegt. Im nördlichen Bereich ist der Zierker See stellenweise nur einen halben Meter tief.
Am westlichen Ufer wurde im 19. Jahrhundert Kalk gewonnen, dadurch entstanden wassergefüllte „Kalklöcher“, die jetzt ein besonderes Biotop bilden.
Ein Einbaumfund wurde im Jahr 1878 im Zierker See gemacht. 

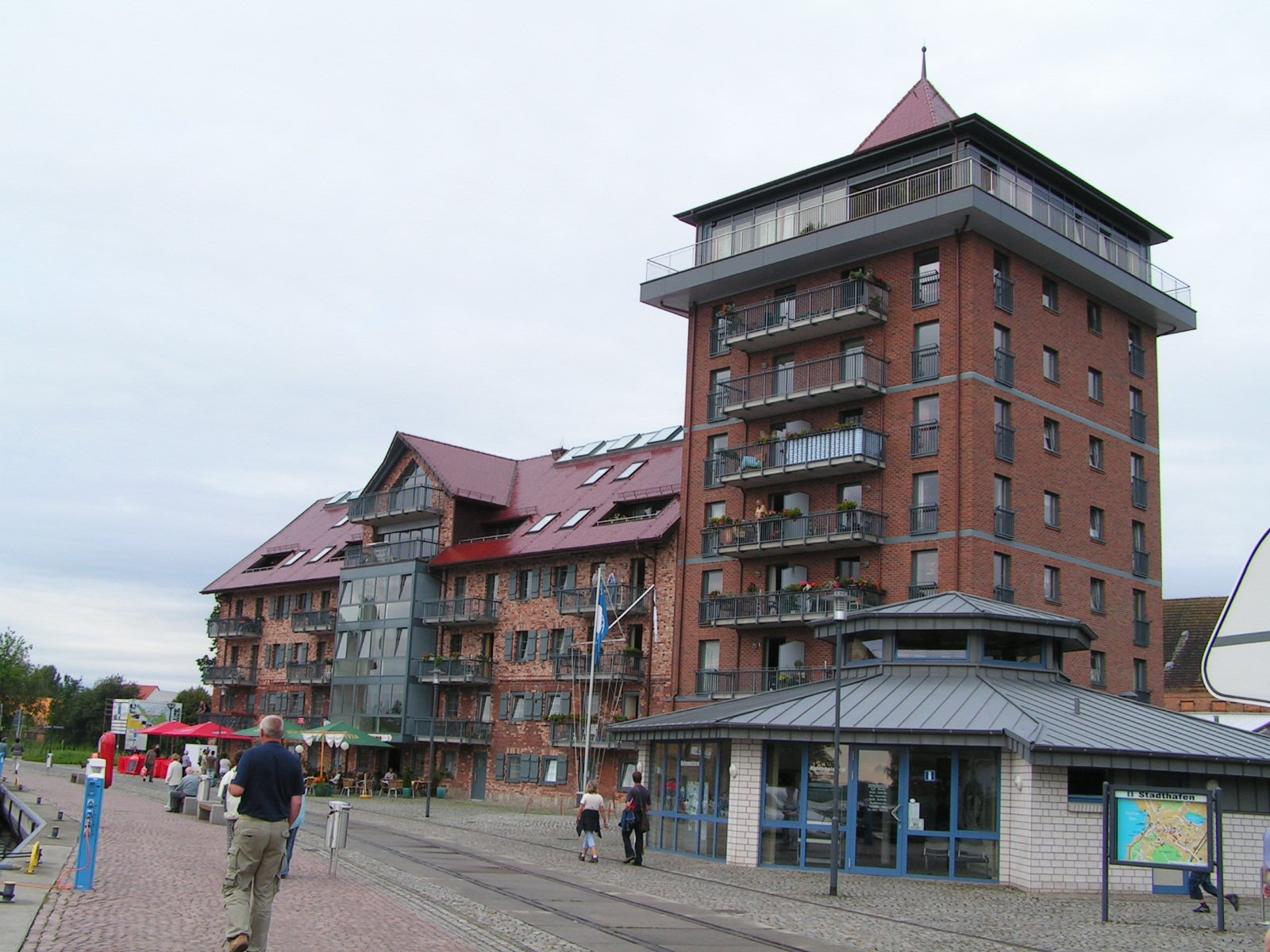
Neuer Hafen Neustrelitz
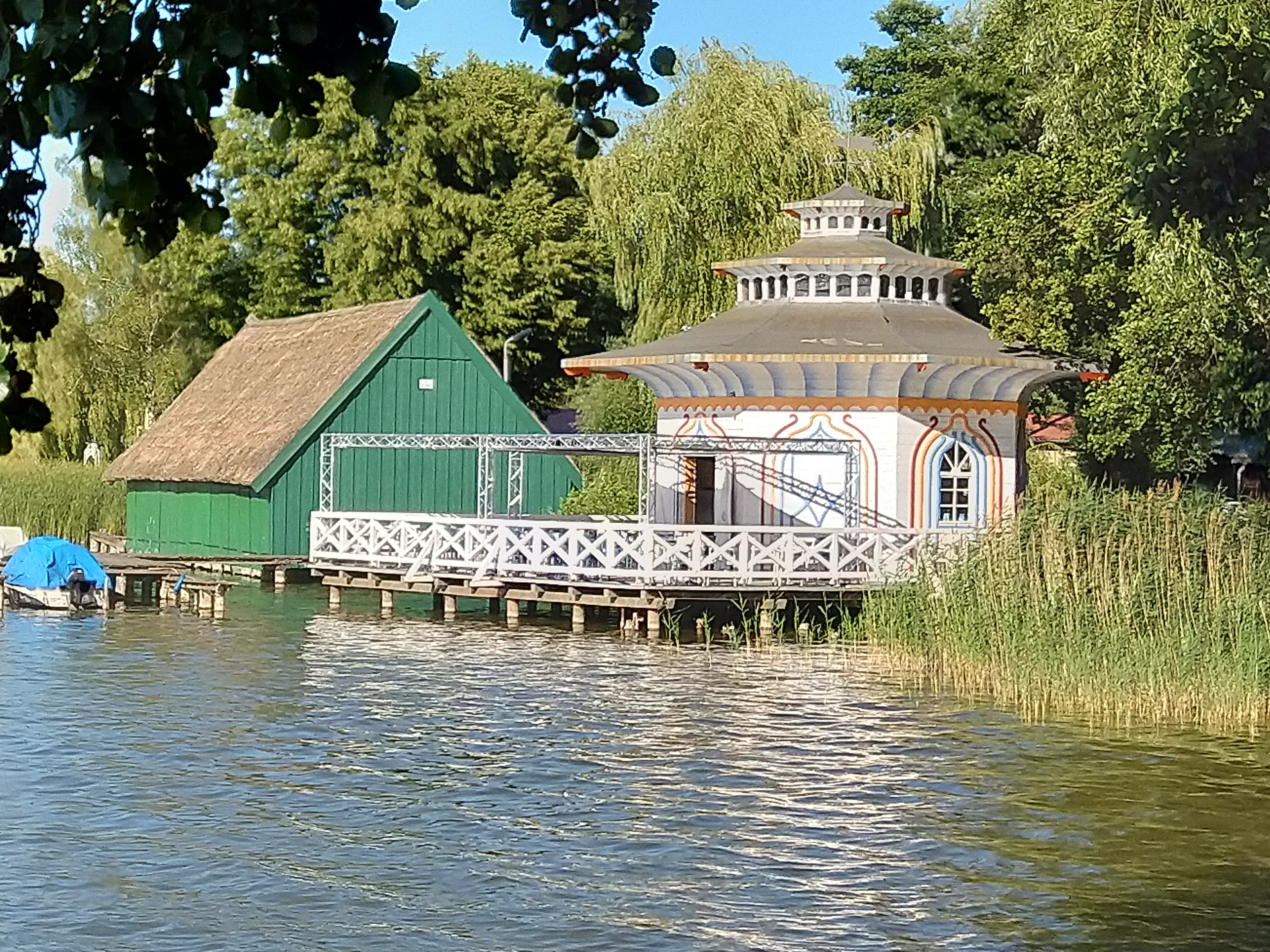
Chinesischer Pavillon von 1821